# Chae Jong-hyeop
Đây là một tên người Triều Tiên, họ là Chae.
Chae Jong-hyeop (tiếng Hàn: 채종협; sinh ngày 19 tháng 5 năm 1993) là một nam diễn viên người Hàn Quốc. Anh được biết đến với các vai diễn trong phim truyền hình Webtoon Hero – Tundra Show Season 2 (2016), Hot Stove League (2019), Sisyphus: The Myth (2021) và Dẫu biết (2021). Ngoài ra, anh còn được biết đến với vai diễn trong web series Bàn tiệc của phù thủy (2021).

## Danh sách phim

### Phim truyền hình
| Năm  | Nhan đề                             | Kênh           | Vai diễn         | Ghi chú   | Ng.         |
| ---- | ----------------------------------- | -------------- | ---------------- | --------- | ----------- |
| 2016 | Webtoon Hero - Tundra Show Season 2 | MBC every1     | King Sejong      |           | [ 2 ]       |
| 2018 | Bước đến ôm em                      | MBC            | Jung Eui-ah      | Vai phụ   |             |
| 2019 | Rumor                               | Olleh TV/Seezn | Park Seon-jae    | Vai chính | [ 3 ]       |
| 2019 | Hot Stove League                    | SBS            | Yoo Min-ho       | Vai phụ   | [ 4 ]       |
| 2021 | Sisyphus: The Myth                  | JTBC           | Sun/Choi Jae-sun | Vai phụ   | [ 5 ]       |
| 2021 | Dẫu biết                            | JTBC           | Yang Do-hyeok    | Vai phụ   | [ 6 ]       |
| 2022 | Love All Play                       | KBS2           | Park Tae-joon    | Vai chính | [ 7 ] [ 8 ] |
| 2022 | Sao băng                            | tvN            | Ham Yoo-jin      | Cameo     | [ 9 ]       |
| 2022 | Unlock the Boss                     | ENA            | Park In-seong    | Vai chính | [ 10 ]      |
| 2023 | Hẹn gặp anh ở kiếp thứ 19           | tvN            | Bok-dong         | Cameo     | [ 11 ]      |
| 2023 | Is It Fate?                         | tvN            | Kang Hoo-yeong   | Vai chính | [ 12 ]      |
| 2023 | Castaway Diva                       | tvN            | Kang Bo-gul      | Vai chính | [ 13 ]      |

### Phim chiếu mạng
| Năm     | Nhan đề               | Nền tảng | Vai diễn     | Ghi chú              | Ng.           |
| ------- | --------------------- | -------- | ------------ | -------------------- | ------------- |
| 2017    | Between Friends       | Naver TV | Moon Do-hyuk | Vai chính            | [ 14 ]        |
| 2017–18 | No Bad Days           | KakaoTV  | Choi Joon-ho | Vai chính (phần 1–2) | [ 15 ] [ 16 ] |
| 2021    | Bàn tiệc của phù thủy | TVING    | Lee Gil-yong | Vai chính            | [ 17 ]        |

## Hoạt động khác

### Chương trình truyền hình
| Năm  | Tên chương trình  | Kênh | Vai trò   | Ghi chú                                                                               |
| ---- | ----------------- | ---- | --------- | ------------------------------------------------------------------------------------- |
| 2021 | Amazing Saturday  | tvN  | Khách mời | Tập 169 (tham gia cùng Song Ji-hyo quảng bá phim Bàn tiệc của phù thủy)               |
| 2021 | Running Man       | SBS  | Khách mời | Tập 564 (tham gia cùng Ha Do-kwon và Nam Ji-hyun quảng bá phim Bàn tiệc của phù thủy) |
| 2021 | Sixth Sense mùa 2 | tvN  | Khách mời | Tập 10 (tham gia cùng Nam Ji-hyun)                                                    |

## Giải thưởng và đề cử
| Năm  | Lễ trao giải                                                                   | Hạng mục                        | (Những) Người/Tác phẩm được đề cử | Kết quả   | Ng.    |
| ---- | ------------------------------------------------------------------------------ | ------------------------------- | --------------------------------- | --------- | ------ |
| 2022 | Giải thưởng Thương hiệu Hàng đầu Hàn Quốc 2022 (2022 Korea First Brand Awards) | Nam diễn viên mới xuất sắc nhất | Chae Jong-hyeop                   | Đoạt giải | [ 18 ] |